# 集団凝集性
集団凝集性（しゅうだんぎょうしゅうせい）とは社会心理学用語、経営学用語の一つ。これは集団が構成員を引き付けて、その構成員を集団の一員となるように動機付ける度合いのことである。集団凝集性が高いほど、組織そのものの拘束力や成果が高い傾向がある。集団凝集性を高めるために考慮するべきこととしては、集団内においての構成員の地位や役割、集団の規範や規模や多様性や凝集性が存在する。集団凝集性というのは集団に所属している自分以外の構成員の魅力や他の構成員との相互作用、また他の構成員とどのような目的に向かって協力し合うかということも要素となる。だが集団凝集性が高いということのデメリットも存在しており、集団凝集性が高いならばその集団内が外部と隔絶したならば批判的な意見を受け入れられなくなったり、多様な意見が存在せずに単一化するようになり、このような形で物事が合意されるようになるという傾向が存在する。